# 小友村 (秋田県)
小友村（おともむら）は、秋田県由利郡にあった村。現在の由利本荘市中心部に東接する、子吉川右岸、日本海東北自動車道本荘インターチェンジの東方一帯にあたる。

## 地理
- 山：竜馬山、日住山
- 河川：子吉川、石沢川

## 歴史

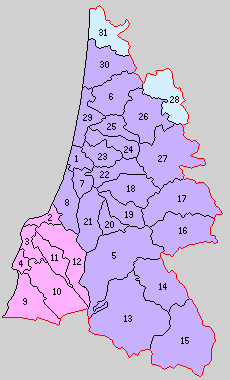
22.小友村 （紫：現・由利本荘市）

- 1889年（明治22年）4月1日 - 町村制の施行により、荒町村、万願寺村、三条村、南ノ股村、北ノ股村、金山村、大沢村、館前村、大中ノ沢村、二十六木村の区域をもって発足。
- 1954年（昭和29年）3月31日 - 本荘町に編入。同日小友村廃止。本荘町は即日市制施行して本荘市となる。

## 交通

### 道路
現在は旧村域に日本海東北自動車道の本荘インターチェンジが所在するが、当時は未開通。